# 徳永仁臣
徳永 仁臣（とくなが ひとおみ、1871年 - 1936年）は、明治-大正期にかけて活躍した岡山県出身の画家。画号は柳洲（りゅうしゅう）のほか、青々居という別号も使用した。

## 来歴・人物
1871年（明治4年）6月8日、備前国和気郡藤野村（現在の岡山県和気郡和気町）の農家であった徳長吉太郎とむめの次男として生まれる。幼名が武四郎、のちに仁太、仁臣。（遠祖が徳永と称していたため、仁臣は徳長から徳永へ姓を変えた）
岡山市で初めて洋画を見て感激し、洋画家になることを決心する。母校の小学校で助教員をしながら、松原三五郎の天彩学舎に通い洋画の基礎を学んだ後、1889年（明治22年）に18歳で上京し、二代目五姓田芳柳に師事した。1890年（明治23年）には、第三回内国勧業博に「徳永仁太」名義でチョーク画が入選した。芳柳の一字を貰い「柳洲」と号した。
22歳の頃、川上せき（関子）と結婚。1893年(明治26年)に五姓田塾から独立、画塾 審美学舎を開き、鉛筆画や水彩画を教えた。
1898年（明治31年）日刊紙萬朝報に入社し、のちに画報部主任となり著名人の肖像や相撲の挿絵を描くなど活躍した。画報は「社会の実相を文字のみにあらず図画を以て文字に及ばざる所を補う」目的の挿絵であった。
1911年（明治44年）40歳の徳永は与謝野鉄幹、満谷国四郎、柚木久太、長谷川昇らとともに渡仏。パリではアカデミー・ジュリアンで約1年間ジャン＝ポール・ローランスに師事した。印象派の影響がうかがえる明るい色彩の作品を制作し、パリでは特にリュクサンブール公園のスケッチを多く描いた。計2年ほどの滞在期間中に、イタリア、スペイン、ドイツ等を訪れ、作品を残している。萬朝報の仕事も継続し、各地のスケッチが紙面に掲載されている。与謝野鉄幹・与謝野晶子夫婦と親交を深め、旅行や観劇などをともにした。
1914年（大正3年）に帰国後、16年間勤めた朝報社を退社、専業画家としての制作活動に取り組んだ。日本各地に旅行に出て絵画を制作し、第8回、第9回、第11回文展で入選。国民美術協会展に入選したほか、光風会に会員として迎えられる。1918年、1919年の光風会展に出品しているが、それ以降は展覧会への出品をやめている。同じ頃、私生活では妻せきが死去し独り身となり、四谷区双葉町のアパートに転居した。
1923年（大正12年）9月1日、関東大震災に被災し、住んでいたアパートが全焼した。新宿御苑で押し寄せた避難民とともに野宿し、翌日から本郷、田端、上野、神田、竹橋、麹町と市中を歩き、スケッチを描いて回った。
約1ヶ月後、震災の惨状を伝える「移動震災実況油絵展覧会」を青年画家らと立ち上げ、大震災をテーマとしたほぼ2メートル四方の大型絵画25点をパノラマ画にして描いた。展覧会は、まず開催依頼のあった富山県を巡回し、被災者のための義援金を募った。日本各地やアメリカ各地へも巡回し、広く惨事を伝えた。

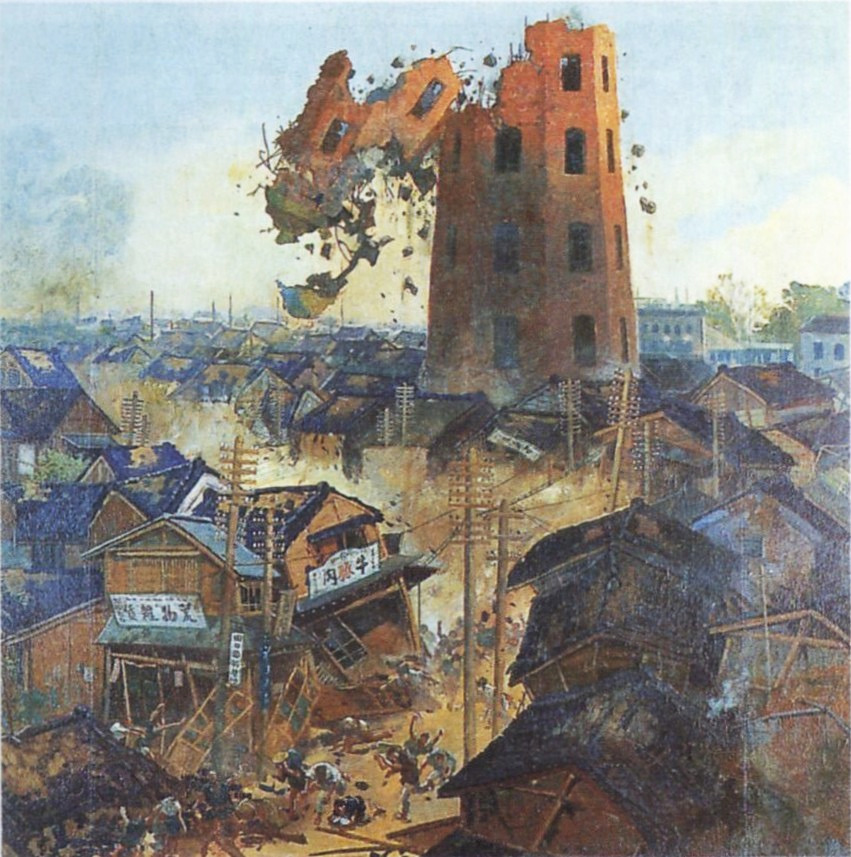
東京都慰霊堂で展示されている徳永仁臣作品「第一震十二階の倒壊（浅草凌雲閣）」

1924年(大正13年)富山市に移住し、晩年まで暮らした。立山や黒部峡谷の風景画や肖像画を手掛けながら、洋画と日本画の融合を目指した。

## 関連施設
- 岡山県立美術館
- 東京都慰霊堂
- 東京都復興記念館
- 高梁市成羽美術館